# Robert Wladimirowitsch Tschumak
Robert Wladimirowitsch Tschumak (russisch Роберт Владимирович Чумак; * 2. Mai 1927 in Moskau; † 10. November 1984 ebenda) war ein sowjetischer Schauspieler und Synchronsprecher.

## Biografie
Robert Tschumak spielte von 1953 bis 1979 beim Zentralen Kindertheater in Moskau. Im Film trat er erstmals in dem 1961 erschienenen Sozialdrama Шумный день (Schumny den) auf, das auf Wiktor Rosows Stück В поисках радости (W poiskach radosti) basiert. Am vierten Teil von Krieg und Frieden (1967) war er als Komparse beteiligt. Mit Ausnahme von Wladimir Rogowois Offiziere (1971) trat Tschumak anschließend nur noch für sechs Fernsehspiele vor die Kamera. Der Moskauer war dabei u. a. in Карлик Нос (Karlik Nos, 1970), einer Adaption des Kunstmärchens Der Zwerg Nase, zu sehen. Auch die anderen Produktionen richteten sich an ein junges Publikum.
Darüber hinaus beteiligte er sich an 40 Projekten als Synchronsprecher. Darunter waren neben Realfilmen aus der Sowjetunion und diversen europäischen Staaten sowie dem Animationsfilm Die wilden Schwäne (1962) vom Ehepaar Zechanowski auch die russischsprachigen Versionen von Werken aus China, Nordkorea, Japan, Indien, Kuba und Argentinien.
Sein Grab befindet sich auf dem Donskoi-Friedhof.
Er war der ältere Bruder des selbsternannten Wunderheilers Allan Wladimirowitsch Tschumak (1935–2017).

## Filmografie (Auswahl)

### Darsteller
- 1961: Шумный день (Schumny den)
- 1967: Krieg und Frieden – Teil 4 (Woina i mir)
- 1970: Карлик Нос (Karlik Nos) (Fernsehspiel)
- 1971: Offiziere (Ofizery)

### Synchronsprecher
- 1945: Den usynlige hær – für Ebbe Rode
- 1947: Fame is the Spur – für Michael Redgrave
- 1956: Ein zum Tode Verurteilter ist entflohen (Un condamné à mort s'est échappé) – für Roland Monod
- 1960: Lin hai xue yuan
- 1960: Tie dao wei shi – für Tai Luo
- 1960: Leute mit Flügeln – für Erwin Geschonneck
- 1960: Kein Pardon nach Mitternacht (Den sidste vinter) – für Axel Strøbye
- 1960: Historias de la revolución
- 1961: Die weiße Spange (Bílá spona) – für Bohumil Švarc
- 1961: Ein Sommertag macht keine Liebe – für Willi Schrade
- 1961: Eine Geschichte von heute (Historia wspolczesna) – für Tadeusz Bartosik
- 1961: Die Diebe von Pavlov (Žalobníci) – für Otomar Krejča
- 1961: Die Windmühle (Wjatrnata melniza) – für Zeno Kandow
- 1961: Keine Chance für Spione (Krajat na ptja) – für Ljubomir Dimitrow
- 1961: Solunski atentatori – für Aleksandar Gavrić
- 1961: Der Traum des Hauptmann Loy – für Horst Drinda
- 1961: Noch nach Jahr und Tag (Une aussi longue absence) – für Jacques Harden
- 1961: Die drei Musketiere (Les Trois Mousquetaires) – für Bernard Woringer
- 1962: Zwei Herren 'N' (Dwaj panowie 'N') – für Bohdan Ejmont
- 1962: Die wilden Schwäne (Dikije lebedi) (Animationsfilm)
- 1962: La marcia su Roma – für Gérard Landry
- 1963: Nacht der Erfüllung (Le jour et l’heure) – für Billy Kearns
- 1963: Großstadt (Mahanagar)
- 1964: Das Gesetz und die Faust (Prawo i pięść) – für Ryszard Pietruski
- 1965: Die Wölfin (Wltschizata) – für Zwjatko Nikolow
- 1965: Le soldatesse – für Aleksandar Gavrić
- 1966: Das Gesetz der Väter (Chewsurili balada) – für Surab Kapianidse
- 1967: Ball am Samstagabend (Balul de sîmbata seara) – für Constantin Baltaretu
- 1967: Westerplatte – für Tadeusz Pluciński
- 1967: Untergrund (Subteranul) – für
- 1967: Човекът в сянка (Tschowekt w sjanka) – für Ljubomir Milkow
- 1969: Verdacht auf einen Toten
- 1970: Karalienes bruņinieks – für Waldemar Sandberg